# Battaglia di Bang Bo
La battaglia di Bang Bo, nota in Cina come battaglia del passo di Zhennan (鎮南關之役), fu un'importante vittoria cinese durante la guerra franco-cinese (agosto 1884 - aprile 1885). La battaglia, combattuta tra il 23 e il 24 marzo 1885 al confine tra Tonchino e Guangxi, vide la sconfitta di 1500 soldati della 2ª brigata del Corpo di spedizione del Tonchino, comandata del generale François de Négrier,  da parte di un esercito cinese al comando del commissario militare del Guangxi Pan Dingxin (潘鼎新).
La battaglia fu una delle cause della ritirata da Lạng Sơn del 28 marzo 1885 e della conclusione della guerra franco-cinese all'inizio di aprile, in circostanze di notevole imbarazzo per la Francia.

## Lo stallo militare nel Tonchino, marzo 1885
Il 17 febbraio 1885 il generale Louis Brière de l'Isle, al comando del Corpo di spedizione del Tonchino, lasciò Lạng Sơn con la 1ª brigata del tenente colonnello Laurent Giovanninelli per alleviare l'assedio di Tuyên Quang. Il 3 marzo 1885, nella battaglia di Hòa Mộc, gli uomini di Giovanninelli, superata una formidabile posizione cinese, liberarono Tuyên Quang dall'assedio. Prima della sua partenza, Brière de l'Isle ordinò al generale François de Négrier, rimasto a Lạng Sơn con la 2ª brigata, di avanzare verso il confine cinese e di espellere i resti dell'Esercito del Guangxi dal territorio tonchinese. Dopo aver rifornito la 2ª brigata di viveri e munizioni, il 23 febbraio 1885 de Négrier sconfisse l'esercito del Guangxi nella battaglia di Đồng Đăng e scacciandolo dal territorio del Tonchino. I francesi penetratrono per un breve tratto nella provincia di Guangxi e fecero esplodere la Porta della Cina, un monumentale edificio doganale cinese al confine tra Tonchino e Guangxi. I francesi non erano però abbastanza forti per poter sfruttare questa vittoria e la 2ª brigata tornò a Lạng Sơn alla fine di febbraio.
All'inizio di marzo, in seguito alle vittorie francesi a Hòa Mộc e Đồng Đăng, la situazione militare in Tonchino aveva raggiunto una temporanea situazione di stallo. La 1ª brigata di Giovanninelli fronteggiava l'Esercito dello Yunnan di Tang Jingsong nei dintorni di Hưng Hóa e Tuyên Quang, mentre la 2ª brigata di de Négrier fronteggiava l'Esercito del Guangxi di Pan Dingxin a Lạng Sơn. Nessuno dei due eserciti cinesi aveva la realistica prospettiva di poter lanciare un'offensiva per diverse settimane, mentre le due brigate francesi, che avevano catturato congiuntamente Lạng Sơn a febbraio, non erano abbastanza forti da infliggere separatamente una sconfitta decisiva ad un dei due eserciti cinesi. Brière de l'Isle e de Négrier esaminarono la possibilità di attraversare con la 2ª brigata il Guangxi, per catturare l'importante deposito militare cinese di Longzhou, ma il 17 marzo 1885 Brière de l'Isle informò il ministero dell'esercito a Parigi che tale operazione era al di sopra delle loro forze. Rinforzi francesi raggiunsero il Tonchino a metà marzo, dando a Brière de l'Isle l'opportunità di rompere la situazione di stallo. Egli spostò il grosso dei rinforzi a Hưng Hóa per rinforzare la 1ª brigata, con l'intenzione di attaccare l'Esercito dello Yunnan e ricacciarlo oltre Yên Bái. Mentre, insieme a Giovanninelli, elaborava i piani per un'offensiva a ovest, ordinò a de Négrier di tenere sotto controllo i cinesi intorno a Lạng Sơn.
Nel frattempo, all'interno del confine cinese, anche l'esercito del Guangxi si stava rafforzando. I francesi, le cui spie vietnamite a Longzhou avevano coscienziosamente contato le bandiere di compagnia di ogni battaglione cinese che passava per la città, stimarono il 17 marzo 1885 di trovarsi di fronte a una forza cinese di 40000 uomini. Si trattava di un'esagerazione, basata sull'ipotesi che ogni compagnia cinese fosse al completo. In realtà, la maggior parte dei comandi cinesi era notevolmente sotto organico, con soli 300-400 uomini. La forza dell'Esercito del Guangxi nella battaglia di Bang Bo era probabilmente di circa un paio di migliaia di uomini e l'insieme delle truppe stanziate a Longzhou era di 25-30000 uomini. Anche con questa forza ridotta, l'Esercito del Guangxi superava enormemente quello francese.

## Forze in campo

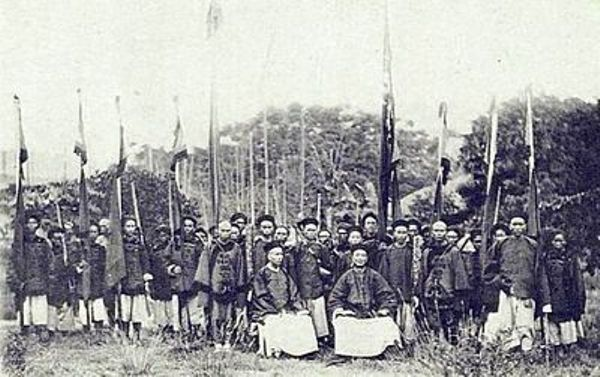
Soldati regolari cinesi fotografati durante la guerra sino-francese

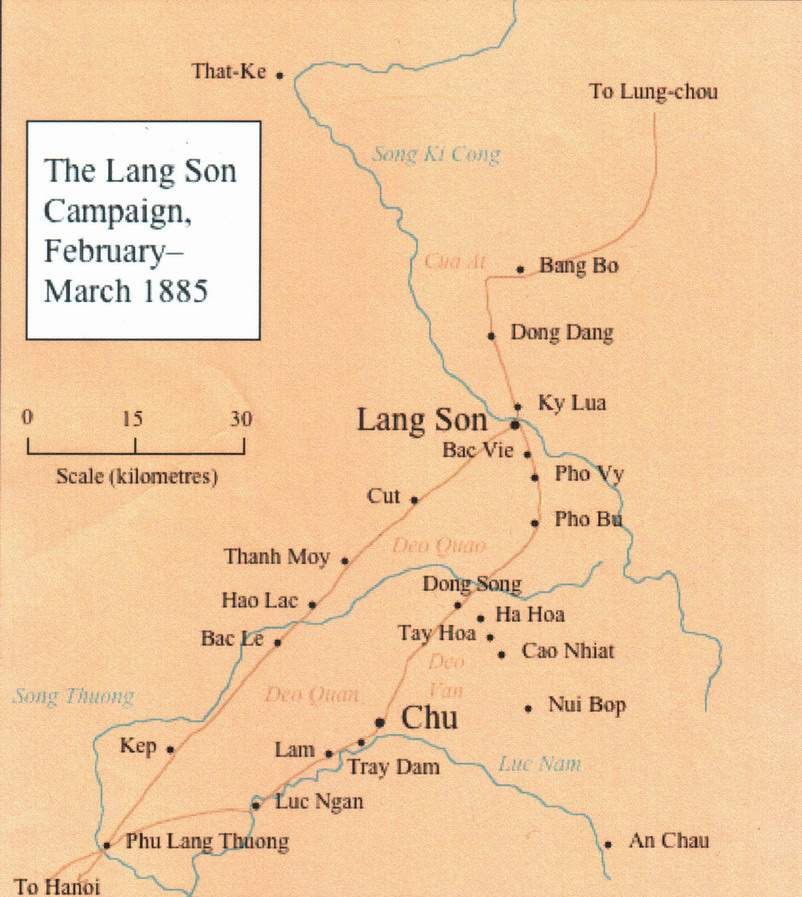
Bang Bo, Ky Lua e la ritirata da Lạng Sơn, marzo 1885

A metà marzo nove distinti comandi militari cinesi erano ammassati vicino al confine con il Tonchino, intorno agli enormi campi trincerati di Yen Cua Ai e Bang Bo. Le principali concentrazioni cinesi erano sei. Il campo trincerato di Yen Cua Ai era tenuto da dieci battaglioni al comando di Feng Zicai (冯子材) e da una forza leggermente inferiore al comando di Wang Xiaochi (王孝祺): questi due comandi contavano circa 7500 uomini in tutto. A circa 2 o 3 km alle spalle di Yen Cua Ai, intorno al villaggio di Mufu, si trovavano i comandi di Su Yuanchun e Chen Jia (陳嘉), forse 7000 uomini in tutto. 15 km alle spalle di Mufu i comandi di Jiang Zonghan (蔣宗汉) e Fang Yusheng (方友升), anch'essi forti di 7000 uomini, erano schierati intorno al villaggio di Pingxiang (noto ai francesi, per la sua pronuncia vietnamita, come Binh Thuong). Il comandante dell'Esercito del Guangxi, Pan Dingxin (潘鼎新), si trovava ad Haicun, 30 km alle spalle di Mufu, con 3500 uomini. 50 km a ovest di Zhennanguan, 3500 uomini al comando di Wei Gang (魏刚) erano schierati intorno al villaggio di Aiwa. Infine, 15 km a est di Zhennanguan, appena all'interno del Tonchino, Wang Debang occupò con 3500 uomini il villaggio di Cua Ai.
La 2ª brigata di De Négrier contava circa 1500 uomini. L'ordine di battaglia della brigata nel marzo 1885 era il seguente:
- 3º reggimento di marcia (tenente colonnello Herbinger)
  - 23º battaglione di fanteria di linea (tenente colonnello Godart)
  - 111º battaglione di fanteria di linea (chef de bataillon Faure)
  - 143º battaglione di fanteria di linea (chef de bataillon Farret)
- 4º reggimento di marcia (tenente colonnello Donnier)
  - 2º battaglione della Legione straniera (chef de bataillon Diguet)
  - 3º battaglione della Legione straniera (tenente colonnello Schoeffer)
  - 2º battaglione di fanteria leggera africana (chef de bataillon Servière)
- 1º battaglione del 1º reggimento di fucilieri tonchinesi (chef de bataillon Jorna de Lacale)
- 3 batterie di artiglieria (capitani Roperh, de Saxcé e Martin).

Anche la batteria di Roussel, della 1ª brigata di Giovanninelli, si trovava a Lạng Sơn. La batteria era rimasta indietro durante la campagna di Lạng Sơn e Giovanninelli l'aveva lasciata a Lạng Sơn quando era partito con la 1ª brigata per dare il cambio a Tuyên Quang.
Non tutta la 2ª brigata era di stanza a Lạng Sơn e immediatamente disponibile per l'azione. Le quattro compagnie del 2º battaglione africano di Servière erano dislocate tra Lạng Sơn e Chũ, a guardia della vitale linea di rifornimento francese fino a Lạng Sơn e impegnata a trasformare in una strada pavimentata i sentieri su cui il corpo di spedizione era avanzato a febbraio.

## La battaglia di Bang Bo,

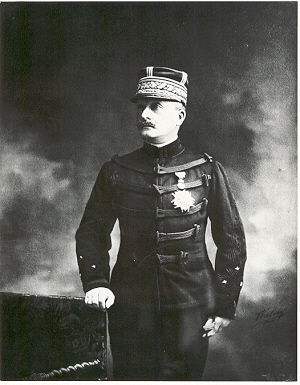
Il generale François Oscar de Négrier (1842–1913)

## La battaglia di Bang Bo,23 e 24marzo1885

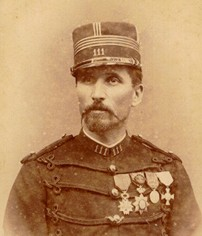
Lo chef de bataillon François Léon Faure (1845–c.1906) del 111º battaglione di linea

Il 22 marzo 1885 le forze cinesi sotto il comando di Feng Zicai（冯子材）fecero un'incursione contro postazione avanzata francese di Đồng Đăng, pochi chilometri a nord di Lạng Sơn. La postazione francese, al comando del tenente colonnello Paul-Gustave Herbinger, era tenuta dal 2º battaglione della Legione straniera di Diguet. I legionari respinsero l'assalto cinese senza difficoltà. De Négrier, che era stato costretto ad inviare da Lạng Sơn il grosso della 2ª brigata per sostenere Herbinger, decise di contrattaccare immediatamente. Sperando di cogliere di sorpresa i cinesi, decise di attraversare la frontiera e di attaccare l'Esercito del Guangxi nei suoi trinceramenti a Bang Bo, vicino al passo di Zhennan. De Négrier non aveva l'intenzione di lanciare una grande offensiva nel Guangxi: il suo obiettivo, secondo l'espressione militare dell'epoca, era semplicemente quello di "prendere aria" ("se donner de l'air") intorno a Đồng Đăng. Dopo aver colpito i cinesi a Bang Bo e averli allontanati dalle vie di accesso a Đồng Đăng, sarebbe tornato a Lạng Sơn con la 2ª brigata.
Lasciato lo chef de bataillon Servière a tenere Lạng Sơn con una sola compagnia del 2º battaglione africano e le batterie di Martin e Roussel, e il 23º battaglione di linea a Đồng Đăng per proteggere la sua linea di rifornimento, De Négrier la mattina del 23 marzo 1885 avanzò verso la frontiera cinese al passo di Zhennan con una forza di soli 1600 uomini e 10 cannoni (il 111º e il 143º battaglione di linea, il 2º e il 3º battaglione della Legione e le batterie di Roperh e de Saxcé). Consistenti rinforzi per la 2ª brigata erano già in arrivo a Lạng Sơn, ma de Négrier decise di non aspettarli. Ritenne più importante attaccare i cinesi mentre erano ancora scoraggiati dal fallito attacco di Feng Zicai del 22 marzo 1885.
Il 23 e il 24 marzo 1885 la 2ª brigata combatté un feroce scontro con l'esercito del Guangxi nei pressi del passo di Zhennan. Questo scontro, noto in Cina come "battaglia del passo di Zhennan", è normalmente chiamato nelle fonti europee "battaglia di Bang Bo", dal nome di un villaggio al centro della posizione cinese dove i combattimenti furono più accesi.
Il 23 marzo 1885 i francesi conquistarono alcune opere di fortificazione esterna cinesi e sconfissero un debole contrattacco nemico contro il loro fianco destro, lanciato da Wang Debang da Cua Ai.
Il 24 marzo 1885 de Négrier attaccò intorno a Bang Bo le posizioni principali dell'Esercito del Guangxi. Il suo piano prevedeva un attacco simultaneo frontale e alle spalle alle truppe di Feng Zicai, che tenevano di fronte a Bang Bo una linea di trincee nota ai francesi come "Trincea Lunga". L'attacco frontale sarebbe stato sferrato dal 111º battaglione di Faure e quello alle spalle dal 2º battaglione della Legione di Diguet e dal 143º battaglione di Farret. Herbinger, incaricato di guidare Diguet e Farret verso le posizioni d'attacco, condusse i due battaglioni in un'ampia marcia di aggiramento nella fitta nebbia e perse la strada. De Négrier, non sapendo che Herbinger non era riuscito a raggiungere le sue posizioni e scambiando una colonna di truppe cinesi in movimento verso la "Trincea Lunga" per i due battaglioni di Herbinger, ordinò al 111º battaglione di Faure di sferrare il previsto attacco frontale.
Gli uomini del 111º posarono i loro tascapane, si misero in formazione e caricarono. Il battaglione subì il pesante fuoco frontale della fanteria di Feng Zicai e il fuoco di fiancheggiamento delle unità cinesi appostate sulle colline vicine, e perse diversi ufficiali di compagnia in pochi secondi. Due delle quattro compagnie del 111º battaglione raggiunsero la trincea, ma dopo un breve combattimento corpo a corpo furono respinte da un contrattacco cinese guidato personalmente da Feng Zicai.
L'ufficiale più anziano della compagnia francese sopravvissuta, il capitano Verdier (che in seguito, con lo pseudonimo di Jacques Harmant, scrisse un resoconto dettagliato della campagna, "La vérité sur la retraite de Lang-Son"), riuscì a sganciarsi e a radunare il battaglione. I cinesi, intenzionati a decapitare i feriti francesi e a saccheggiare i tascapane abbandonati, non inseguirono il 111º battaglione e Verdier riuscì a far ritirare al sicuro le sue malridotte compagnie.
Tra gli ufficiali caduti durante l'attacco del 111º battaglione alla "Trincea Lunga" c'era il sottotenente René Normand, colpito alla gola e ferito a morte. Normand era arrivato da poco nel Tonchino e si era distinto il 10 febbraio 1885 nell scontro di Pho Vy durante la campagna di Lạng Sơn. Una raccolta delle sue lettere dal Tonchino, che include alcune vivaci descrizioni della campagna di febbraio per la cattura di Lạng Sơn, fu pubblicata postuma in Francia nel 1886.

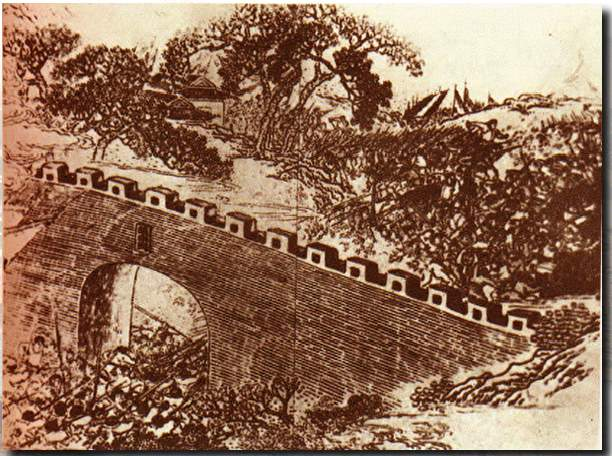
Combattimento a Bang Bo: un punto di vista cinese

Sulla destra del campo di battaglia, il 143º battaglione e il 2º battaglione della Legione entrarono in azione diverse ore dopo il previsto e riuscirono a catturare un forte cinese. Fu l'unico successo francese della giornata.
Alle 15:00 Pan Dingxin, vedendo il 111º battaglione in piena ritirata e gli uomini di Herbinger esausti per lo sforzo, contrattaccò lungo tutto il fronte. Il comando di Herbinger fu quasi tagliato fuori. La compagnia del capitano Gayon del 143º battaglione era circondata dai cinesi. Il capitano Patrick Cotter, un ufficiale irlandese del battaglione della Legione di Diguet, ignorò l'ordine di Herbinger di lasciare Gayon al suo destino e guidò la sua compagnia al soccorso di ques'ultimo. I legionari caricarono e riuscirono a disimpegnare gli uomini di Gayon, ma Cotter rimase ucciso nell'attacco. I battaglioni di Diguet e Farret ripiegarono per reparti, girandosi e sparando continuamente per tenere sotto controllo i cinesi.
Nel frattempo, il 3º battaglione della Legione di Schoeffer, che aveva ricevuto l'ordine di rimanere sul territorio tonchinese intorno a Đồng Đăng per proteggere i fianchi della colonna francese, combatté disperatamente per mantenere aperta una linea di ritirata per la 2º brigata. Gli uomini di Schoeffer respinsero i forti attacchi cinesi su entrambi i fianchi francesi, consentendo agli altri tre battaglioni di fanteria e alle due batterie di artiglieria di ritirarsi. Il generale de Négrier combatté con la retroguardia francese, dando esempio di coraggio personale, e i cinesi non riuscirono a trasformare la ritirata francese in una disfatta. Nell'agitazione finale dell'azione, poco prima del tramonto, il capitano Brunet del battaglione di Schoeffer fu colpito a morte.
Quando i francesi sconfitti si riorganizzarono dopo la battaglia, si verificarono inquietanti scene di disordine e de Négrier fu costretto a intervenire duramente per sedarle. Poiché il morale della brigata era basso e le munizioni erano in esaurimento, de Négrier decise di ripiegare su Lạng Sơn. La sera del 24 marzo 1885 la brigata tornò a Đồng Đăng, dove si accampò per la notte. Affamati, esausti e scioccati dalla sconfitta, molti soldati francesi non potevano credere a ciò che era accaduto. Il sergente Maury del 2º battaglione della Legione di Diguet ci ha lasciato una descrizione delle reazioni delle truppe francesi.

## Perdite
Anche se i francesi erano riusciti a ritirarsi dal campo di battaglia e avevano impedito ai cinesi di sfondare la loro linea, le perdite della 2ª brigata durante i due giorni di battaglia furono pesanti: 74 morti (tra cui 7 ufficiali) e 213 feriti (tra cui 6 ufficiali). La maggior parte di queste perdite (70 morti e 188 feriti) furono subite il 24 marzo 1885. Le perdite più pesanti furono quelle del 111º battaglione (31 morti e 58 feriti) e del 2º battaglione della Legione (12 morti e 68 feriti). Anche il 143º battaglione (17 morti e 48 feriti) e il 3º battaglione della Legione (12 morti e 34 feriti) ebbero perdite significative.
Tra gli ufficiali morti e feriti mortalmente vi erano il capitano Mailhat, il medico Raynaud, il tenente Canin e il sottotenente Normand del 111º battaglione, il tenente Thébaut del 143º battaglione, il capitano Cotter del battaglione della Legione di Diguet e il capitano Brunet del battaglione della Legione di Schoeffer. Tra gli ufficiali feriti c'erano lo chef de bataillon Tonnot dei fucilieri tonchinesi, il tenente de Colomb del 111º battaglione, il tenente Mangin e il sottotenente Bruneau del 143º battaglione, il tenente Durillon e il sottotenente Comignan, entrambi appartenenti al battaglione di Diguet. Il tenente Mangin morì alcuni giorni dopo la battaglia a Lạng Sơn, a causa dello choc dovuto a un'operazione di amputazione di un arto.
Le stime francesi sulle perdite cinesi durante la battaglia ammontano a circa 1650 tra morti e feriti.

## Ufficiali francesi uccisi in azione a Bang Bo, 24 marzo 1885

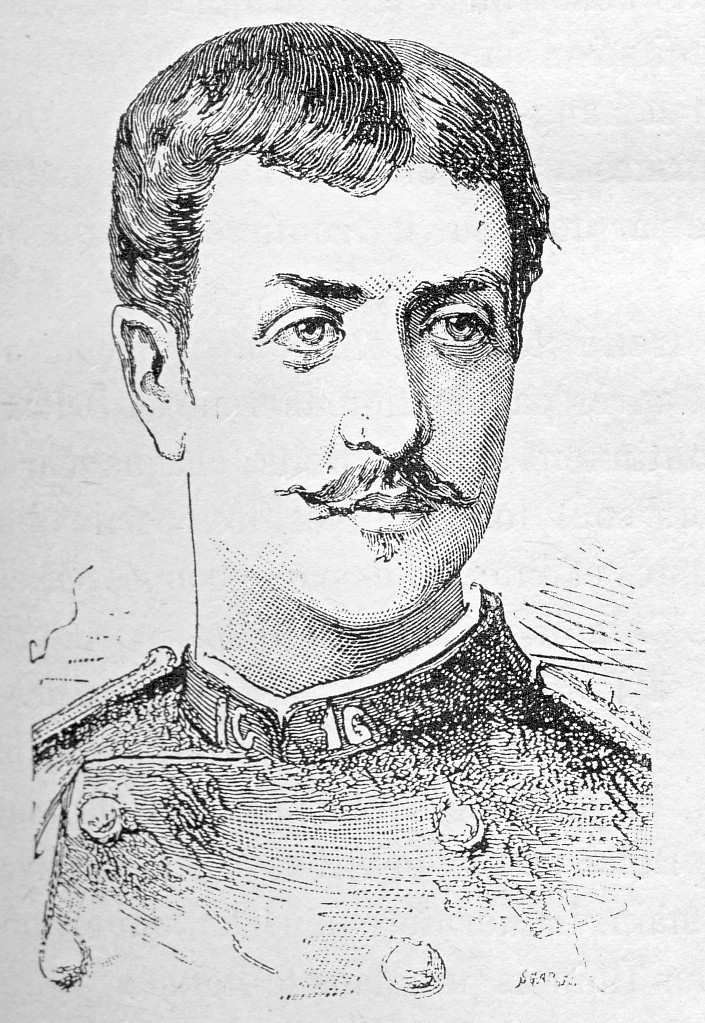
Il sottotenente René Normand del 111º battaglione di linea
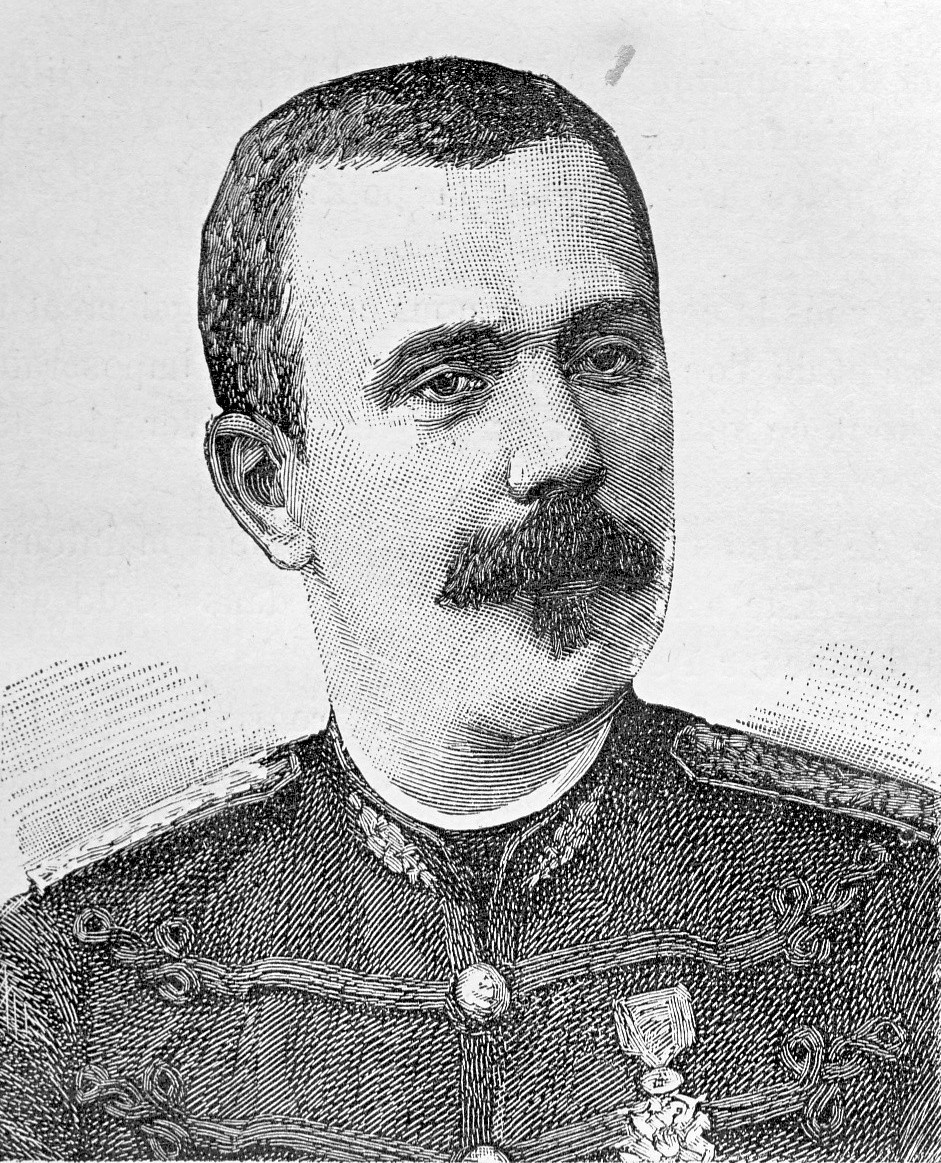
Il dottor Raynaud del 111º battaglione di linea
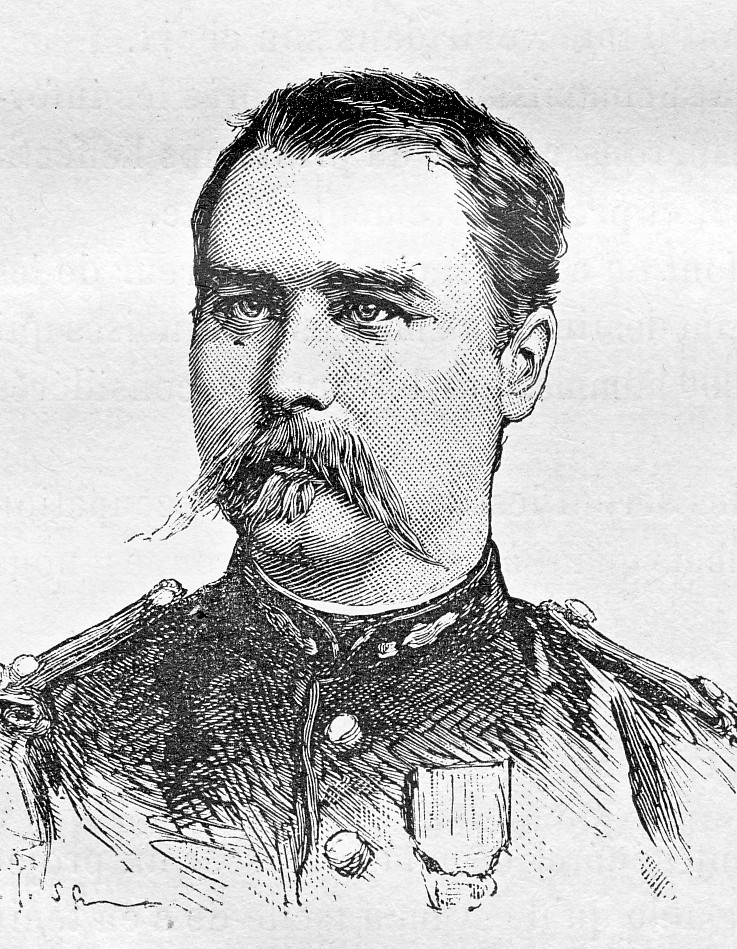
Il capitano Patrick Cotter del 2º battaglione della Legione
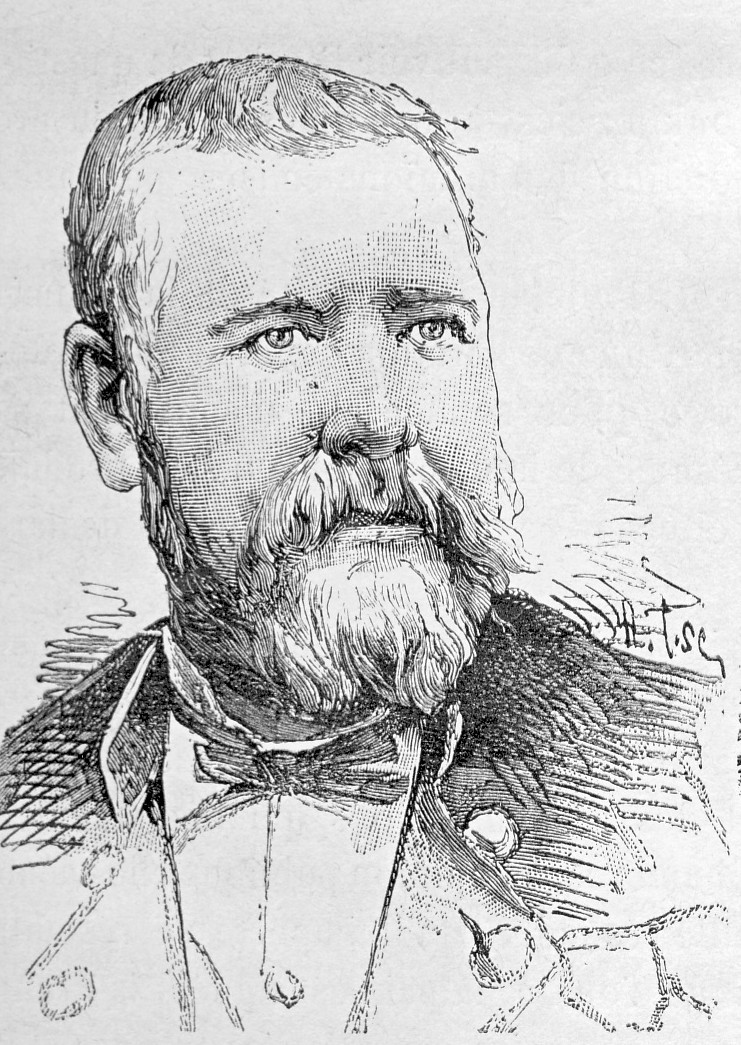
Il capitano Brunet del 3º battaglione della Legione

## Significato
La sconfitta francese a Bang Bo scosse diversi politici francesi che in precedenza avevano sostenuto la guerra della Francia contro la dinastia Qing. Convinse inoltre il tenente colonnello Paul-Gustave Herbinger, comandante in seconda di de Négrier, che la 2ª brigata era pericolosamente isolata a Lạng Sơn. Il 28 marzo 1885 de Négrier fu gravemente ferito nella battaglia di Kỳ Lừa, in cui il Corpo di spedizione del Tonchino sconfisse un attacco dell'Esercito del Guangxi contro le difese di Lạng Sơn. Herbinger assunse il comando della 2ª brigata e ordinò immediatamente la ritirata verso Kép e Chũ. La battaglia di Bang Bo aprì quindi la strada alla ritirata da Lạng Sơn e, il 30 marzo 1885, al crollo del governo di Jules Ferry a causa dell'affare del Tonchino. La battaglia di Bang Bo e la successiva ritirata da Lạng Sơn, prima che la guerra finisse a seguito di negoziati, fecero sembrare la dinastia Qing quasi vittoriosa nell'intera guerra.

## Film
Su Feng Zicai e la vittoria delle truppe cinesi è stato girato nel 2017 il film per la TV Long zhi zhan.